# پادشاه راک اند رول (ترانه)
«پادشاه راک ان رول» (به انگلیسی: King of Rock and Roll) عنوان نهمین تک‌آهنگ گروه هوی متال
دیو است که همراه با آلبوم قلب قدسی در ۱۹۸۶ منتشر شد.